# 츠츠이 하지메
쓰쓰이 하지메(筒井 はじめ, 1970년 12월 7일~ ) 는, 일본의 도쿄도 가쓰시카　구 태생으로, 화가, 디자이너, 영상 작가이다. "Hajime Rock"라는 이름으로도 알려져 있다. 현재, 그는 『TSUTSUIHAJIME × HYOUZAEMON』 『TSUTSUI HAJIME × L'HOMOS』 『NINITA』 의 패션 디자이너이다.